# Dyson Daniels
Pour les articles homonymes, voir Daniels.
Dyson James Daniels, né le 17 mars 2003 à Bendigo en Australie, est un joueur australien de basket-ball pouvant évoluer aux postes de meneur, arrière et ailier. Il mesure 1,98 m.

## Biographie

### NBA G League Ignite (2021-2022)
Le 21 juin 2021, Dyson Daniels signe avec le NBA G League Ignite en NBA Gatorade League. À la fin de la saison, l'Australien se présente pour la draft 2022 où il est attendu parmi les dix premiers choix.

### Pelicans de La Nouvelle-Orléans (2022-2024)
Il est choisi en 8e position par les Pelicans de La Nouvelle-Orléans lors de la draft 2022.

### Hawks d'Atlanta (depuis 2024)
En juin 2024, afin de récupérer Dejounte Murray, les Pelicans de La Nouvelle-Orléans le transfèrent vers les Hawks d'Atlanta en compagnie de Larry Nance Jr., E. J. Liddell et deux premiers tours de Draft.
Il réalise une première saison historique en obtenant une moyenne de 3,03 interceptions par match. Il devient ainsi le premier joueur depuis plus de 30 ans à accomplir une telle performance (Alvin Robertson lors de la saison 1990-91). Cette performance lui vaut d'être élu Joueur ayant le plus progressé et d'obtenir la deuxième place au classement du Défenseur de l'année derrière Evan Mobley.

### Équipe nationale
Il participe et remporte le Championnat d'Océanie des moins de quinze ans avec l'Équipe d'Australie face à la Nouvelle-Zélande en 2018. Il fait ensuite ses débuts en 2021 avec les séniors lors des qualifications pour le Championnat d'Asie 2021 et inscrit notamment 23 points, réalise 6 interceptions et 4 passes décisives en 25 minutes face à la Nouvelle-Zélande.

## Palmarès

### NBA
- NBA Most Improved Player en 2025.
- NBA All-Defensive First Team en 2025.

## Statistiques

### NBA G League
| Saison    | Équipe              | Matchs | Titul. | Min./m | % Tir | % 3pts | % LF | Rbds/m. | Pass/m. | Int/m. | Ctr/m. | Pts/m. |
| --------- | ------------------- | ------ | ------ | ------ | ----- | ------ | ---- | ------- | ------- | ------ | ------ | ------ |
| 2021-2022 | NBA G League Ignite | 14     | 14     | 31,2   | 44,9  | 25,5   | 73,7 | 6,20    | 4,40    | 1,90   | 0,70   | 11,30  |
| Carrière  | Carrière            | 14     | 14     | 31,2   | 44,9  | 25,5   | 73,7 | 6,20    | 4,40    | 1,90   | 0,70   | 11,30  |

### NBA

#### Saison régulière
Légende :
| Leader de la ligue | Meilleure progression de l'année |

gras = ses meilleures performances
| Saison    | Équipe              | Matchs | Titul. | Min./m | % Tir | % 3pts | % LF | Rbds/m. | Pass/m. | Int/m. | Ctr/m. | Pts/m. |
| --------- | ------------------- | ------ | ------ | ------ | ----- | ------ | ---- | ------- | ------- | ------ | ------ | ------ |
| 2022-2023 | La Nouvelle-Orléans | 59     | 11     | 17,7   | 41,8  | 31,4   | 65,0 | 3,20    | 2,30    | 0,70   | 0,20   | 3,80   |
| 2023-2024 | La Nouvelle-Orléans | 61     | 16     | 22,3   | 44,7  | 31,1   | 64,2 | 3,90    | 2,70    | 1,40   | 0,40   | 5,80   |
| 2024-2025 | Atlanta             | 76     | 76     | 33,8   | 49,3  | 34,0   | 59,3 | 5,90    | 4,40    | 3,00   | 0,70   | 14,10  |
| Carrière  | Carrière            | 196    | 103    | 25,4   | 47,2  | 32,7   | 61,4 | 4,50    | 3,20    | 1,80   | 0,50   | 8,40   |

#### Playoffs
| Saison   | Équipe              | Matchs | Titul. | Min./m | % Tir | % 3pts | % LF | Rbds/m. | Pass/m. | Int/m. | Ctr/m. | Pts/m. |
| -------- | ------------------- | ------ | ------ | ------ | ----- | ------ | ---- | ------- | ------- | ------ | ------ | ------ |
| 2024     | La Nouvelle-Orléans | 3      | 0      | 5,7    | 33,3  | 0,0    | –    | 0,70    | 0,00    | 0,70   | 0,00   | 1,30   |
| Carrière | Carrière            | 3      | 0      | 5,7    | 33,3  | 0,0    | –    | 0,70    | 0,00    | 0,70   | 0,00   | 1,30   |

## Records sur une rencontre en NBA
Les records personnels de Dyson Daniels en NBA sont les suivants, :
| Type de statistique        | Saison régulière | Saison régulière          | Saison régulière | Playoffs | Playoffs                  | Playoffs      |
| Type de statistique        | Record           | Adversaire                | Date             | Record   | Adversaire                | Date          |
| -------------------------- | ---------------- | ------------------------- | ---------------- | -------- | ------------------------- | ------------- |
| Points                     | 28               | @ Celtics de Boston       | 12 novembre 2024 | 4        | Thunder d'Oklahoma City   | 24 avril 2024 |
| Paniers marqués            | 12               | @ Celtics de Boston       | 12 novembre 2024 | 2        | Thunder d'Oklahoma City   | 27 avril 2024 |
| Paniers tentés             | 21               | 2 fois                    | 2 fois           | 4        | Thunder d'Oklahoma City   | 27 avril 2024 |
| Paniers à 3 points réussis | 4                | Magic d'Orlando           | 3 avril 2024     | -        | -                         | -             |
| Paniers à 3 points tentés  | 6                | 5 fois                    | 5 fois           | 1        | 2 fois                    | 2 fois        |
| Lancers francs réussis     | 6                | @ Rockets de Houston      | 10 novembre 2023 | -        | -                         | -             |
| Lancers francs tentés      | 6                | 2 fois                    | 2 fois           | -        | -                         | -             |
| Rebonds offensifs          | 5                | 2 fois                    | 2 fois           | -        | -                         | -             |
| Rebonds défensifs          | 8                | 3 fois                    | 3 fois           | 1        | 2 fois                    | 2 fois        |
| Rebonds totaux             | 10               | 4 fois                    | 4 fois           | 1        | 2 fois                    | 2 fois        |
| Passes décisives           | 10               | 2 fois                    | 2 fois           | -        | -                         | -             |
| Interceptions              | 8                | Timberwolves du Minnesota | 23 novembre 2024 | 2        | Thunder d'Oklahoma City   | 27 avril 2024 |
| Contres                    | 4                | @ Kings de Sacramento     | 18 novembre 2024 | -        | -                         | -             |
| Balles perdues             | 6                | 2 fois                    | 2 fois           | 1        | Thunder d'Oklahoma City   | 27 avril 2024 |
| Minutes jouées             | 41               | @ Celtics de Boston       | 12 novembre 2024 | 8        | @ Thunder d'Oklahoma City | 24 avril 2024 |

- Double-double : 8
- Triple-double : 0

Dernière mise à jour : 31 mars 2025

## Pour approfondir